# Eupithecia kozhantschikovi
Eupithecia kozhantschikovi là một loài bướm đêm trong họ Geometridae.